# National Soccer League 2003-04
La National Soccer League 2003-04 fue la vigésima octava edición de la National Soccer League, la liga de fútbol profesional en Australia. El torneo estuvo organizado por la Federación de Fútbol de Australia (FFA). Esta competencia se disputó hasta 2004, para darle paso a la A-League (llamada Hyundai A-League), que comenzó en la temporada 2005-06.
Durante la temporada regular, los clubes disputaron 24 partidos, siendo el Perth Glory el que más puntos acumuló, con un total de 57, seguido por el Parramatta Power con 51. Los seis primeros equipos con mejores puntajes clasificaron a una ronda eliminatoria, para definir al campeón. De los seis clasificados, el Perth Glory y Parramatta Power llegaron a la final que se disputó el 4 de abril de 2004, en el Parramatta Stadium ante 9630 espectadores.
La final la ganó el Perth Glory FC, por un gol a cero. El gol del partido fue hecho por Mrdja Farina al minuto 98. De esta manera el Perth Glory FC obtuvo el campeonato australiano.
En cuanto a los premios de la competición, el futbolista con más goles fue Milicic del Parramatta Power con 20 goles, Mitch d'Avray del Perth Glory el mejor técnico y Damian Mori del Perth Glory el mejor jugador del año.

## Equipos
| - Marconi Stallions - Wollongong Wolves - Adelaide Force - Sydney Olympic - Brisbane Strikers FC - Northern Spirit FC | - Football Kingz - South Melbourne FC - Melbourne Knights - Newcastle United - Perth Glory FC - Sydney United - Parramatta Power FC |

## Clasificados
| Posición              | Equipo            | PJ | PG | PE | PP | GF | GC | GD  | Puntos |
| --------------------- | ----------------- | -- | -- | -- | -- | -- | -- | --- | ------ |
| 1                     | Perth Glory       | 24 | 18 | 3  | 3  | 56 | 22 | +34 | 57     |
| 2                     | Parramatta Power  | 24 | 16 | 3  | 5  | 58 | 30 | +28 | 51     |
| 3                     | Adelaide United   | 24 | 11 | 7  | 6  | 28 | 25 | +3  | 40     |
| 4                     | Marconi Stallions | 24 | 10 | 8  | 6  | 29 | 25 | +4  | 38     |
| 5                     | South Melbourne   | 24 | 11 | 4  | 9  | 39 | 21 | +18 | 37     |
| 6                     | Brisbane Strikers | 24 | 9  | 5  | 10 | 28 | 33 | -5  | 32     |
| 7                     | Northern Spirit   | 24 | 9  | 3  | 12 | 31 | 33 | -2  | 30     |
| 8                     | Sydney Olympic    | 24 | 7  | 8  | 9  | 26 | 31 | -5  | 29     |
| 9                     | Wollongong Wolves | 24 | 8  | 5  | 11 | 34 | 41 | -7  | 29     |
| 10                    | Sydney United     | 24 | 7  | 8  | 9  | 18 | 25 | -7  | 29     |
| 11                    | Newcastle United  | 24 | 6  | 6  | 12 | 18 | 33 | -15 | 24     |
| 12                    | Melbourne Knights | 24 | 6  | 5  | 13 | 21 | 41 | -20 | 23     |
| 13                    | Football Kingz    | 24 | 4  | 3  | 17 | 25 | 51 | -26 | 15     |
| Estadísticas finales. |                   |    |    |    |    |    |    |     |        |

|  |                                               |
|  | Clubes clasificados a una ronda eliminatoria. |

## Rondas eliminatorias

### Primera etapa
- Adelaide United 3-0 (1-4) Brisbane Strikers FC[8][9]
- Marconi Stallions 0-0 (0-2) South Melbourne FC[10][11]

### Semifinales
- Parramatta Power FC 4-2 (2-0) Perth Glory FC[12][13]
- Adelaide United 2-1 South Melbourne FC[14]

### Final preliminar
- Perth Glory FC 5-0 Adelaide United[15]

### Final
- Parramatta Power FC 0-1 Perth Glory FC[6]

## Tabla de goleadores
| Jugador                        | Equipo            | Goles |
| ------------------------------ | ----------------- | ----- |
| Ante Milicic                   | Parramatta Power  | 20    |
| Damian Mori                    | Perth Glory       | 16    |
| Nick Mrdja                     | Perth Glory       | 14    |
| Michael Curcija                | South Melbourne   | 13    |
| Vaughan Coveny                 | South Melbourne   | 12    |
| Slobodan Despotovski           | Perth Glory       | 12    |
| Carl Veart                     | Adelaide United   | 12    |
| Chimaobi Nwaogazi              | Wollongong Wolves | 11    |
| Estadísticas finales de goleo. |                   |       |

## Premios
- Jugador del año: Damian Mori (Perth Glory)[7]
- Jugador del año categoría sub-21: Alex Brosque (Marconi-Fairfield).[7]
- Goleador del torneo: Ante Milicic (Parramatta Power – 20 goles).[7]
- Director técnico del año: Mitch d'Avray (Perth Glory)[7]